# Trymalitis cataracta
Trymalitis cataracta är en fjärilsart som beskrevs av Edward Meyrick 1907. Trymalitis cataracta ingår i släktet Trymalitis och familjen vecklare. Inga underarter finns listade i Catalogue of Life.